# Racomitrium bartramii
Racomitrium bartramii är en bladmossart som beskrevs av H. Robinson 1974. Racomitrium bartramii ingår i släktet raggmossor, och familjen Grimmiaceae. Inga underarter finns listade i Catalogue of Life.